# Archiwum Państwowe w Malborku

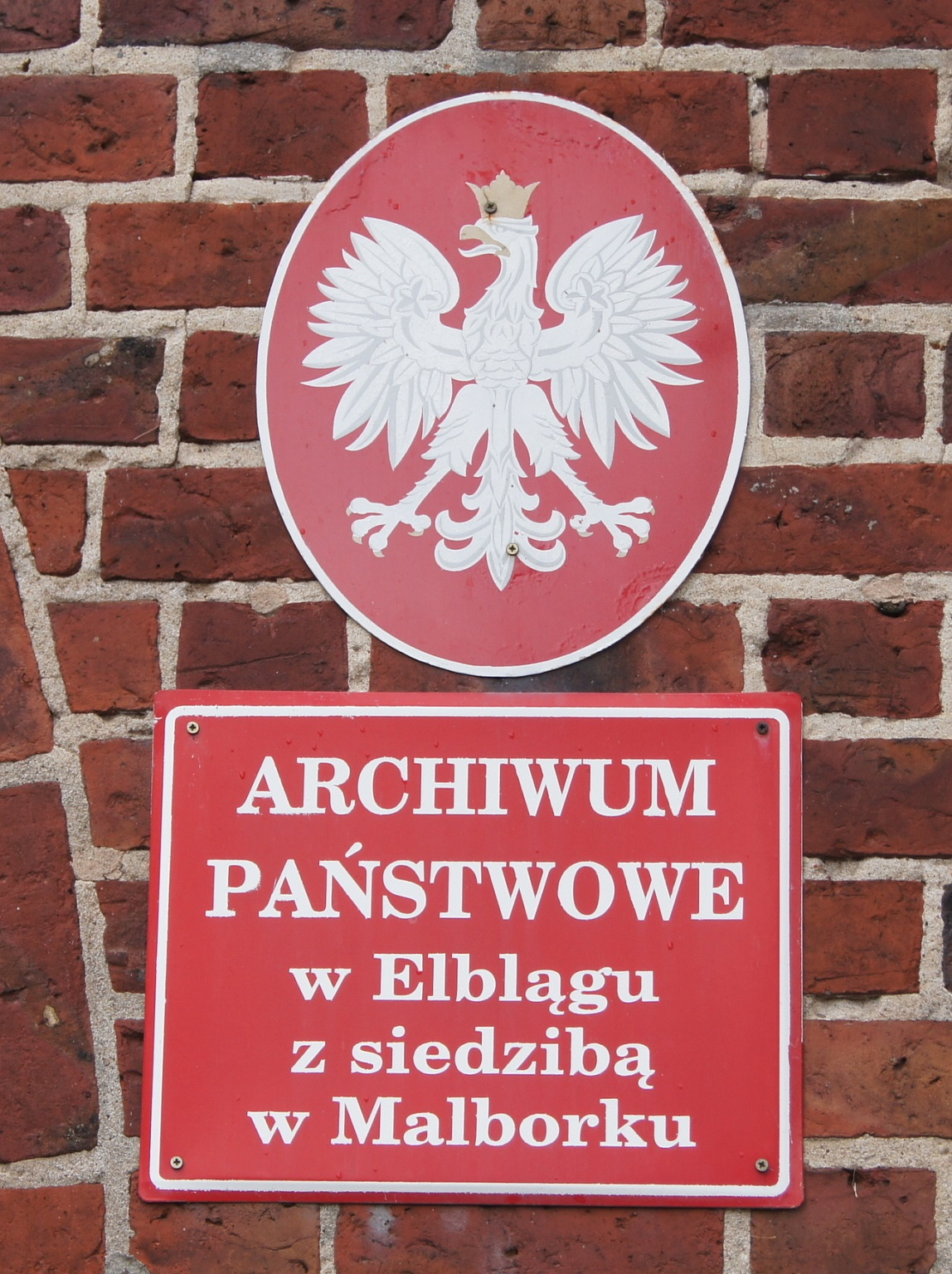
Tablica

Archiwum Państwowe w Malborku – zostało utworzone na mocy Zarządzenia Ministra Oświaty 21 czerwca 1950.

## Historia
Od 1822 nadzór archiwalny nad prowincjami zachodnio-pruską i wschodnio-pruską, sprawowało Archiwum Prowincjonalne w Królewcu. W 1901 roku utworzono Królewskie Archiwum Państwowe w Gdańsku, które objęło tereny prowincji Prus Wschodnich. W okresie międzywojennym, część zasobów wywieziono do Tajnego Archiwum Państwowego Pruskich Dóbr Kultury w Berlinie-Dahlem. Po II wojnie światowej archiwalia z Pomorza trafiły do archiwum gdańskiego, a archiwalia z terenu prowincji wschodnio-pruskiej do archiwum olsztyńskiego.
Archiwum w Elblągu utworzono w 1950, jako oddział powiatowy Wojewódzkiego Archiwum Państwowego w Gdańsku. Archiwum rozpoczęło działalność we wrześniu 1950, którego teren objął powiaty: elbląski, kwidzyński, malborski i sztumski, wchodzące w skład ówczesnego województwa gdańskiego. Archiwum otrzymało siedzibę w budynku przy ul. Łączności, pierwszym jego kierownikiem został Władysław Rusinowski. Działalność archiwum polegała na zabezpieczaniu akt poniemieckich urzędów i instytucji, pod kierunkiem dyrektora archiwum gdańskiego Marcina Dragana.
W 1951 archiwum zostało przemianowane na Powiatowe Archiwum Państwowe. Z powodu zwiększonego zasobu 8 marca 1952, archiwum zostało przeniesione, do pomieszczeń na zamku w Malborku. W grudniu 1954 powołano Powiatowe Archiwum Państwowe w Elblągu, którego teren ograniczono do powiatów: malborskiego, kwidzyńskiego i sztumskiego. W 1959 przy archiwum utworzono Centralną Składnicę Akt, w której czasowo przechowywano akta, z innych archiwów. W 1973 archiwum przejęło teren powiatu tczewskiego, po zlikwidowanym Archiwum Powiatowym w Tczewie.
Na mocy ustawy z 28 maja 1975, zostało utworzone województwo elbląskie. 1 lutego 1976 roku, zarządzeniem Ministra Nauki, Szkolnictwa Wyższego i Techniki, powołano Wojewódzkie Archiwum Państwowe w Elblągu z siedzibą w Malborku, które objęło teren województwa elbląskiego. W 1983 roku archiwum przemianowano na Archiwum Państwowe w Elblągu z siedzibą w Malborku. W 1999, po reformie administracyjnej, teren województwa elbląskiego, został podzielony, pomiędzy województwo pomorskie i województwo warmińsko-mazurskie. Teren archiwum obejmuje powiaty: elbląski, kwidzyński, malborski, nowodworski, sztumski, braniewski, część iławskiego (gminy Kisielice i Susz) i lidzbarskiego (gmina Orneta). Archiwum obecnie zajmuje część pomieszczeń przyziemia i piwnic Pałacu Wielkich Mistrzów, w skrzydle północno-zachodnim, Zamku Średniego.
Do 31 grudnia 2017 funkcjonowało jako Archiwum Państwowe w Elblągu z siedzibą w Malborku.
Kierownicy archiwum
Władysław Rusinowski (1950–1952)
Eligiusz Gumprecht (1952–1976)
Dyrektorzy archiwum
Eligiusz Gumprecht (1976–1980)
Henryk Pieszko (1980–1997)
Małgorzata Janusz (1997–2023)
Tomasz Kukowski (od 2023, p.o.)